# Comuna Ozereanî, Bobrovîțea
Ozereanî (în ucraineană Озеряни) este o comună în raionul Bobrovîțea, regiunea Cernihiv, Ucraina, formată din satele Dzerjînskoho, Mainivka, Ozereanî (reședința) și Pluh.

## Demografie
Componența lingvistică a comunei Ozereanî
     Ucraineană (97,54%)
     Rusă (2,46%)
Conform recensământului din 2001, majoritatea populației comunei Ozereanî era vorbitoare de ucraineană (97,54%), existând în minoritate și vorbitori de rusă (2,46%).